# Ledsjöstjärnor
Ledsjöstjärnor (Goniasteridae) är en familj av sjöstjärnor som beskrevs av Forbes 1841. Ledsjöstjärnor ingår i ordningen Valvatida, klassen sjöstjärnor, fylumet tagghudingar och riket djur. Enligt Catalogue of Life omfattar familjen Goniasteridae 236 arter. 

## Bildgalleri

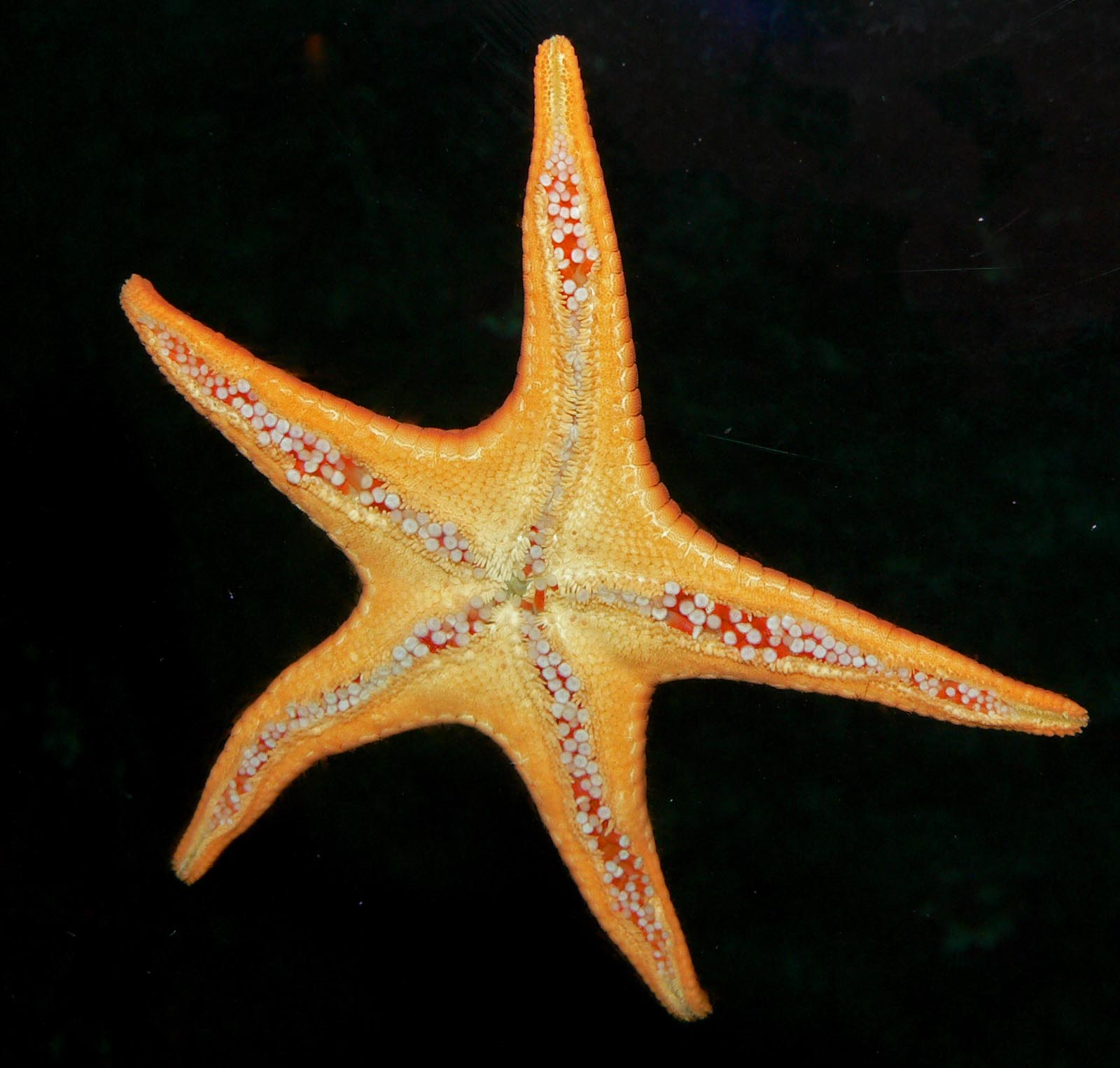
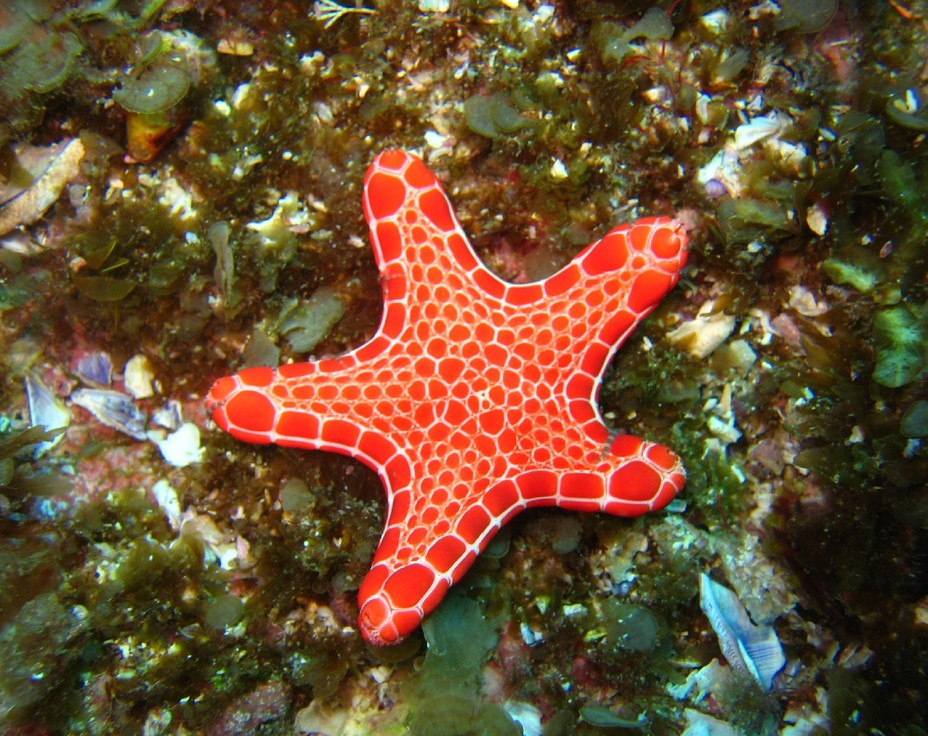

## Dottertaxa till Ledsjöstjärnor, i alfabetisk ordning[1][2]
- Akelbaster
- Anchitosia
- Anthenoides
- Apollonaster
- Astroceramus
- Astropatricia
- Astrothauma
- Atelorias
- Calliaster
- Calliderma
- Ceramaster
- Chitonaster
- Circeaster
- Cladaster
- Cryptopeltaster
- Diplasiaster
- Eknomiaster
- Enigmaster
- Evoplosoma
- Floriaster
- Gigantaster
- Gilbertaster
- Glyphodiscus
- Goniaster
- Hippasteria
- Iconaster
- Johannaster
- Kermitaster
- Lithosoma
- Litonotaster
- Lydiaster
- Mabahissaster
- Mariaster
- Mediaster
- Milteliphaster
- Nectria
- Notioceramus
- Nymphaster
- Ogmaster
- Pawsonaster
- Peltaster
- Pentagonaster
- Pentoplia
- Pergamaster
- Pillsburiaster
- Plinthaster
- Pontioceramus
- Progoniaster
- Pseudarchaster
- Pseudoceramaster
- Pseudogoniodiscaster
- Rosaster
- Ryukuaster
- Sibogaster
- Siraster
- Sphaeriodiscus
- Stellaster
- Stellasteropsis
- Sthenaster
- Styphlaster
- Tessellaster
- Toraster
- Tosia